# Transbarca
Transbarca (Sistema de Transporte Masivo de Barquisimeto C.A.) es el sistema de transporte masivo de la ciudad de Barquisimeto en Venezuela, es de tipo BRT. Su construcción se inició en 2005, durante la gestión de Henri Falcon como alcalde del Municipio Iribarren, luego la obra pasa a un consorcio conjunto entre el gobierno central y municipal, durante el Gobierno de Hugo Chávez, pero este no sería inaugurado sino hasta el 14 de septiembre de 2013, bajo el gobierno de Nicolás Maduro como parte de la misión transporte, entró en operación el mismo día, con dos troncales (líneas) y seis rutas alimentadoras y luego de un año de funcionamiento fueron agregadas línea 3, se modificó la ruta de la línea 2 y se agregaron nuevas rutas alimentadoras.
Transbarca cuenta con una estación central ubicada en los terrenos adyacentes al cementerio nuevo, donde se encuentra el patio de unidades y talleres y desde donde salen las dos líneas troncales.

## Historia
El Sistema de Transporte Masivo de Barquisimeto se comienza a proyectar en el año 2003 por la Alcaldía de esa ciudad, siendo presentada la idea al gobierno nacional en 2004, quien después de realizar las evaluaciones respectivas lo aprueba finalmente, colocándose la primera piedra simbólicamente en el mes de abril de 2005, e iniciándose la construcción formalmente el 1 de junio de ese mismo año.
Aunque durante los primeros meses la obra registra algunos avances se paraliza en 2007, después de una evaluación de las causas de los retrasos y fallas en las obras se decide que la obra sea dirigida en conjunto por el gobierno estatal y municipal con la participación del gobierno nacional a través de nuevos recursos y no es sino hasta marzo de 2008, cuando el gobierno nacional anuncia el reinicio de las obras aprobándose 340 millones de dólares para su definitiva finalización y estimándose que la nueva fecha tentativa para su inauguración fuera el primer trimestre de 2009.
En el año 2013 el proyecto se retoma y se construye finalmente, el sistema es inaugurado el día de Barquisimeto, el 14 de septiembre de 2013.
Actualmente, fue designado Leonel Sánchez Rivas como presidente del Sistema de Transporte Masivo de Barquisimeto C.A (Transbasca) el 26 de enero de 2021 por el gobernador Adolfo Pereira

### Transbarca Primer Aniversario
Luego del primer año en funcionamiento Transbarca ha recorrido 2.614.972 Kilómetros, lo que equivale a 6,8 viajes a la Luna y 65,25 vueltas al planeta Tierra, ha movilizado 26.945.469 pasajeros, lo que equivale 14,97 veces la población del Estado Lara y 26,95 veces la población del municipio Iribarrén y reflejando así la movilidad en las distintas líneas y rutas.
- Línea 1

La línea 1 "Las Trinitarias" ha recorrido 527.587 kilómetros, transportando 7.759.394 pasajeros con un índice de 14,71 pasajeros por kilómetro.
- Línea 2

La línea 2 "Rectorado U.C.L.A." ha recorrido 533.687 kilómetros, transportando 8.965.250 pasajeros con un índice de 16,80 pasajeros por kilómetro.
- Ruta 101 "Cuji-Tamaca" ha recorrido 403.447 kilómetros, transportando 2.114.260 pasajeros con un índice de 5,24 pasajeros por kilómetro.

- Ruta 201 "Industrial" ha recorrido 146.390 kilómetros, transportando 195.276 pasajeros con un índice de 1,33 pasajeros por kilómetro.

- Ruta 601 "Villa Crepuscular" ha recorrido 309.841 kilómetros, transportando 1.977.023 pasajeros con un índice de 6.38 pasajeros por kilómetro.

- Ruta 801 "Cabudare" ha recorrido 209.237 kilómetros, transportando 2.331.525 pasajeros con un índice de 11,14 pasajeros por kilómetro.

- Ruta 802 "La Piedad" ha recorrido 291.251 kilómetros, transportando 2.241.905 pasajeros con un índice de 7,70 pasajeros por kilómetro.

- Ruta 901 "Carucieña" ha recorrido 193.466 kilómetros, transportando 1.328.826 pasajeros con un índice de 6,87 pasajeros por kilómetro.

También se han agregado nuevas líneas y rutas alimentadoras y se han modificados las ya existentes. La línea 3 "Santa Rosa" fue agregada luego que se modificara la línea 2, se modificaron las rutas 801 "Cabudare", 802 "La Piedad" y se han agregado las rutas 1 "Alí Primera - Terminal", 2 "Alí Primera - Av. Vargas", 5 "Romulo Gallegos"

## Estación Central Simón Bolívar
Con el fin de centralizar las operaciones, tanto del transporte extra urbano como del interurbano, se está construyendo el nuevo Centro de Transporte y Comercio Estación Central Simón Bolívar de Barquisimeto, es allí donde comienza las rutas expresas del Sistema de Transporte Masivo. La estación está compuesta por un grupo de edificaciones en 45 hectáreas de terreno, que conforman el Sistema Transbarca: Terminal Inter Modal de Pasajeros, estación de Cabecera para los buses, edificio de Control de Tránsito, estación ferroviaria nacional, patios y talleres los cuales ya están operativos.
Actualmente, se usa solo un ala del terminal, solo hasta que se construya por completo.
Criterios de diseño:
Esta obra está compuesta por una edificación radial concéntrica de más de 12 ha de construcción, conformada por un anillo perimetral y coronado por un domo geodésico de 90 m de diámetro. Cuenta con un sistema de ejes concéntricos al anillo, donde van ubicados los sistemas de andenes con sus rampas de embarque y desembarque, control de equipaje y salas de espera de pasajeros que fluyen hacia el edificio central. Este edificio está dispuesto en 5 niveles:
- •	Nivel Sótano: estarán ubicadas la estación de cabecera de los buses, las áreas de servicio y la plaza pública interna de 9000 m²
- •	Nivel PB: en este nivel estarán ubicados el Terminal de pasajeros, los andenes, el comercio, el edificio Transbarca y vinculación con la estación ferroviaria nacional.
- •	Niveles 1 y 2: área comercial, con 250 locales de 48 hasta 3500 m²
- •	Nivel Terraza: área de esparcimiento, feria de comida, restaurantes. El edificio Transbarca estará ubicado en el centro de la plaza interna, allí funcionará la sala de control de tránsito y administración del S.T.M.

Obra realizada por el arquitecto José Luis Martínez.

### Operadores del sistema
Las unidades operadoras están compuestas por buses de marca Yutong de fabricación asiática. Estos buses utilizan gas como combustible, y con una capacidad para aproximadamente 80 pasajeros (40 sentados, con 8 asientos preferenciales), que tienen una capacidad estimada para transportar unos 150 mil usuarios diariamente, las unidades tienen su taller y estacionamiento en la estación central Simón Bolívar y en las cercanías de la estación Bariquisimeto.

## Infraestructura

### Red de Troncales
En el año 2005 se inicia la construcción de dos redes de troncales exclusivos, una en las avenida Florencio Jiménez y Libertador y otra en la avenida 20.
Los canales exclusivos ubicados en la avenida 20 ocupan toda la calzada, eliminando el tránsito regular por la arteria convirtiéndola en un bulevar con tránsito exclusivo de transbarca.
En el año 2013 se termina de construir la última red de troncales en la avenida Venezuela.

### Paradas
Están ubicadas en las islas centrales de las avenidas en los canales exclusivos, el sistema posee dos tipos de paradas, cerradas y abiertas. Las paradas cerradas son Barquisimeto, Cementerio y La Salle, mientras que el resto es de tipo abiertas elaboradas de manera sencilla en acero y placas de plástico.

## Funcionamiento
El sistema cuenta con ventajas respecto de los otros tipos de transporte que operan en la ciudad (buses de distintos tipos y taxis), principalmente en la seguridad y la velocidad de desplazamiento. Además, puede ser utilizado por niños, ancianos, personas con discapacidad y mujeres embarazadas, ya que las paradas son accesibles para las personas con movilidad reducida, por su elevación y rampas de ingreso. Aparte de lo anterior, los vehículos tienen sillas especiales para estas personas, las cuales son de color azul, diferenciándose del resto que son de color amarillo.
Para el acceso a las paradas, los usuarios cuentan con puentes peatonales que permiten el ingreso a ellas, por simple cruce de la calle, a través de un semáforo, o mediante el sistema de buses alimentadores.
Los buses en las troncales cuentan con un canal exclusivo para el sistema. Estos canales son de uso exclusivo para transbarca. Las unidades de buses circulan en ellos en contraflujo.

### Sistema de Pago
El sistema de pago de Transbarca es mediante una tarjeta recargable, que fueron vendidas a partir del 25 de noviembre de 2013 y se pueden adquirir en los siguientes puntos del área metropolitana de Barquisimeto.
- ECSB

Estación Central Simón Bolívar, Av. Florencio Jiménez, vía a Quibor al lado del cementerio Nuevo de Barquisimeto.
Horario: lunes a domingo de 06:00 AM a 10:00 PM.
- Metrópolis

Centro Comercial Metrópolis, en la oficina del SEMAT, Av. La Salle con Av. Florencio Jiménez. Horario: lunes a viernes de 10:00 AM a 03:30 PM.
- Babilón

Centro Comercial Babilón, Av. Libertador con calle 51. Horario: lunes a domingo de 09:00 AM a 07:00 PM.
- Barquicenter

Centro Comercial Barquicenter, 2.º piso. Av. 20 entre calles 22 y 23. Horario: lunes a sábado de 09:00 AM a 06:00 PM.
- Trinitarias

Ciudad Comercial Las Trinitarias, Av. Los Leones con Av. Herman Garmendia y Av. Circunvalación. Horario: lunes a viernes de 10:00 AM a 03:00 PM.
- Cabudare

Ubicada en el Departamento de Desarrollo en la Alcaldía de Palavecino, Av. La Mata con calle 6 de Cabudare. Horario: lunes a viernes de 08:00 AM a 04:00 PM.
El costo del pasaje es de 15 Bs. para las troncales y rutas alimentadoras a excepción de la ruta 1 Alí Primera - Terminal y ruta 2 Alí Primera - Av. Vargas que tienen un valor de 20 Bs.

### Líneas troncales
Las líneas troncales circulan a través de los canales exclusivos y las vías mixtas de tráfico normal.

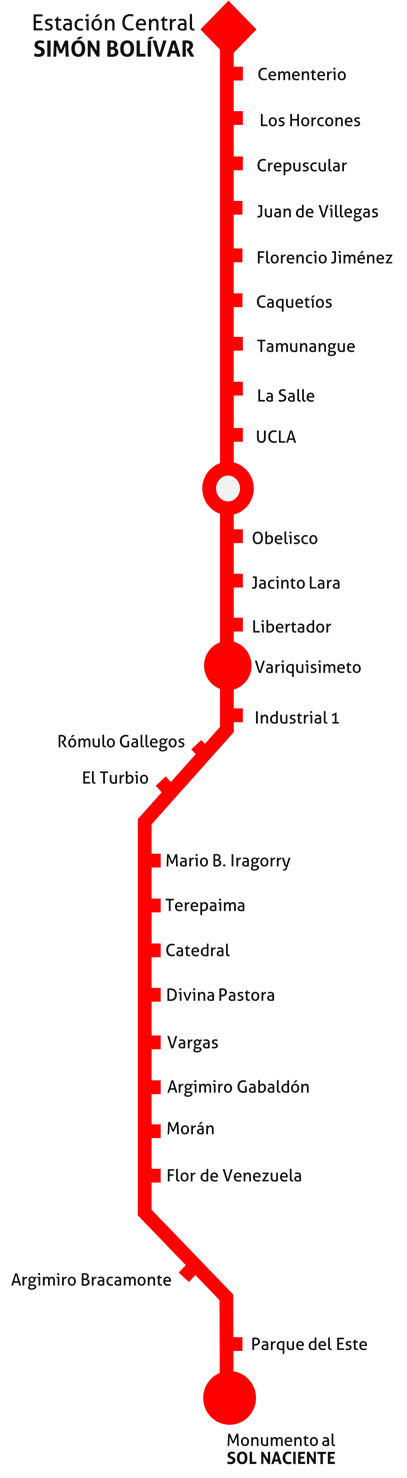
Línea 1
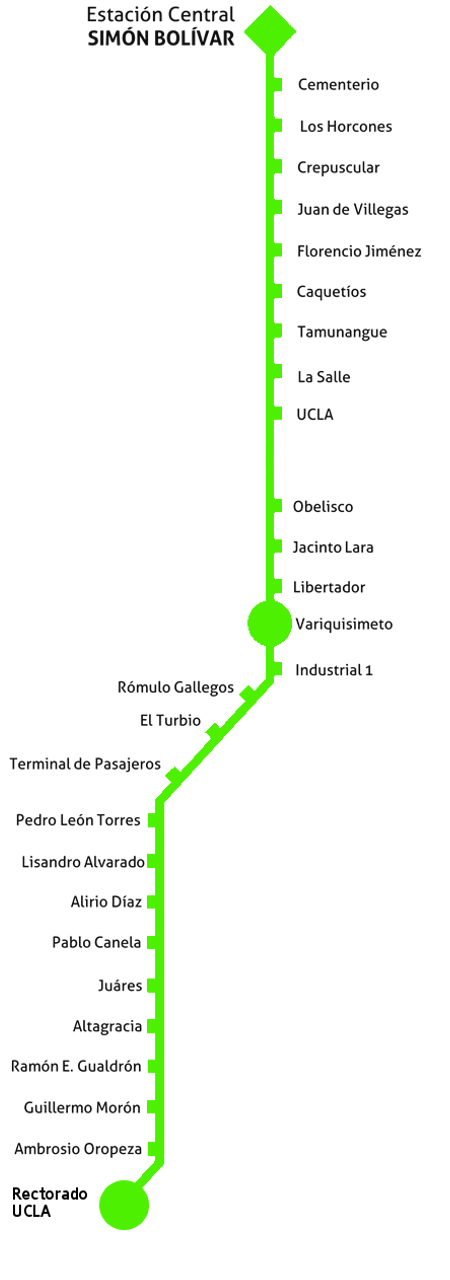
Línea 2
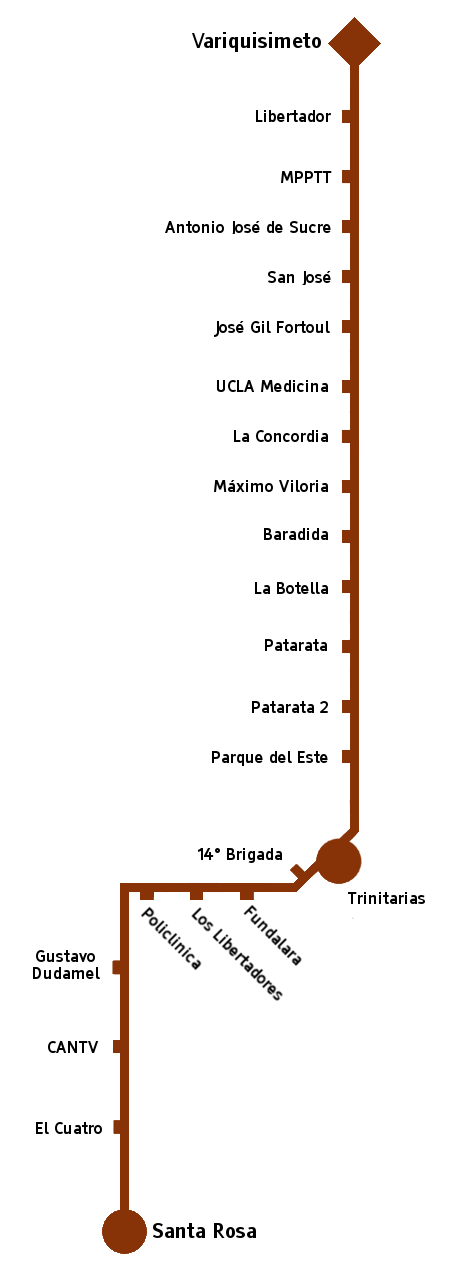
Línea 3

### Rutas alimentadoras
Las rutas alimentadoras circulan a través del canal exclusivo si su recorrido toma parte de la L1 (línea 1), L2 (línea 2) o L3 (línea 3) y por la vía mixta de tráfico normal cuando el recorrido sale de la ruta de las troncales (L1, L2 o L3), donde tienen paradas señaladas y programadas donde se hace el ingreso y salida de pasajeros que entran y salen del sistema. Los alimentadores permiten acercar a los usuarios a los barrios más retirados de las estaciones, a sus lugares de destino o de origen sin realizar pago adicional.

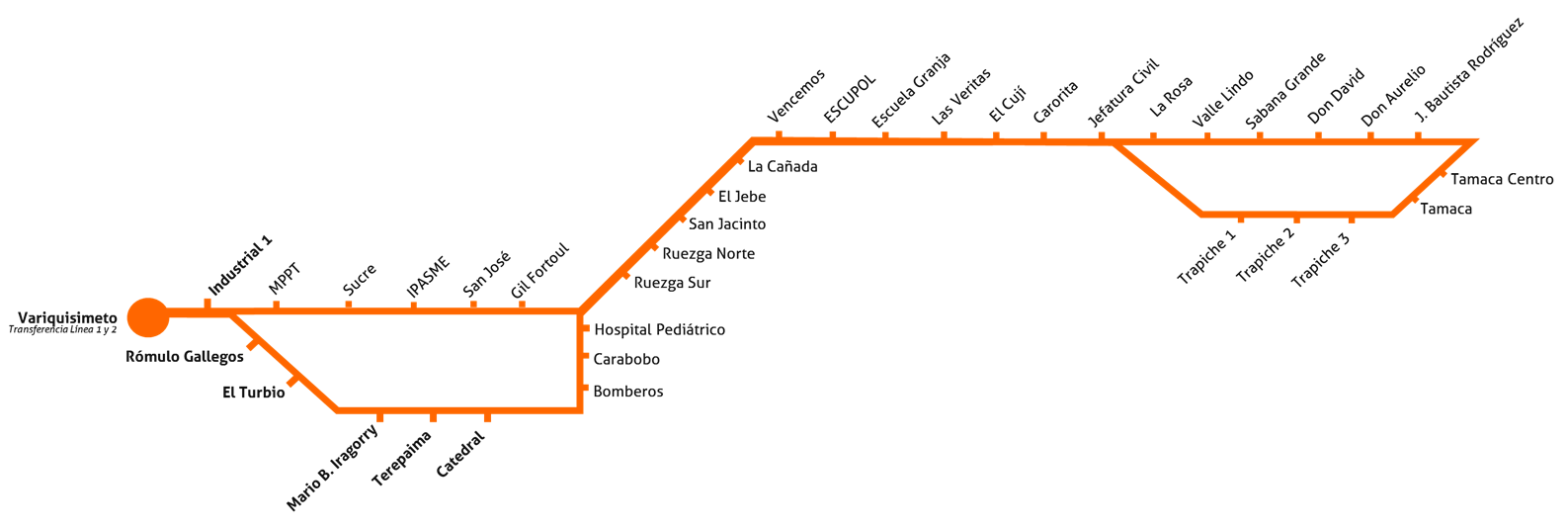
Ruta 101 - Tamaca
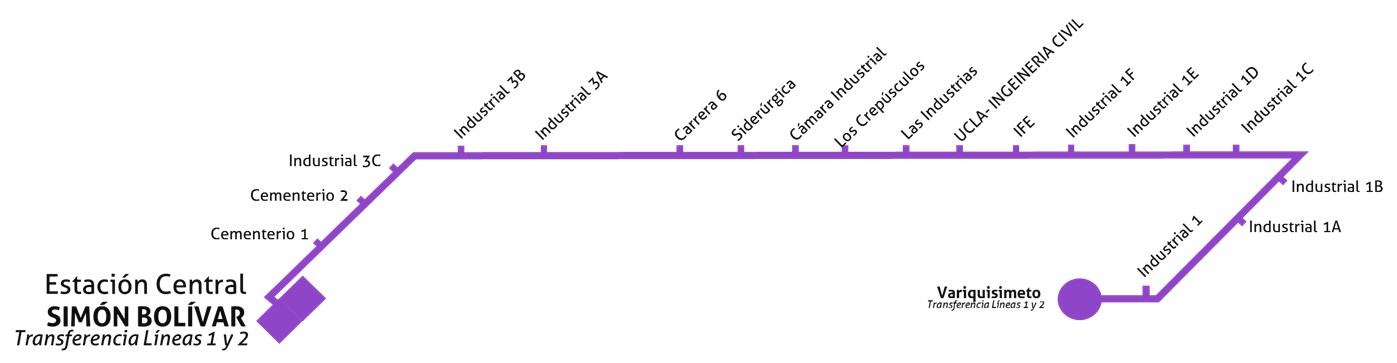
Ruta 201 - Industrial
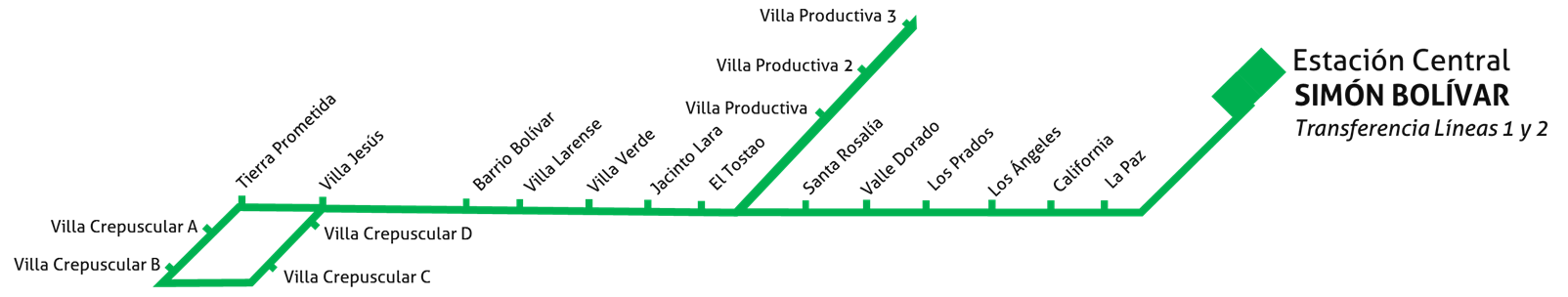
Ruta 601 - Villa Crepuscular
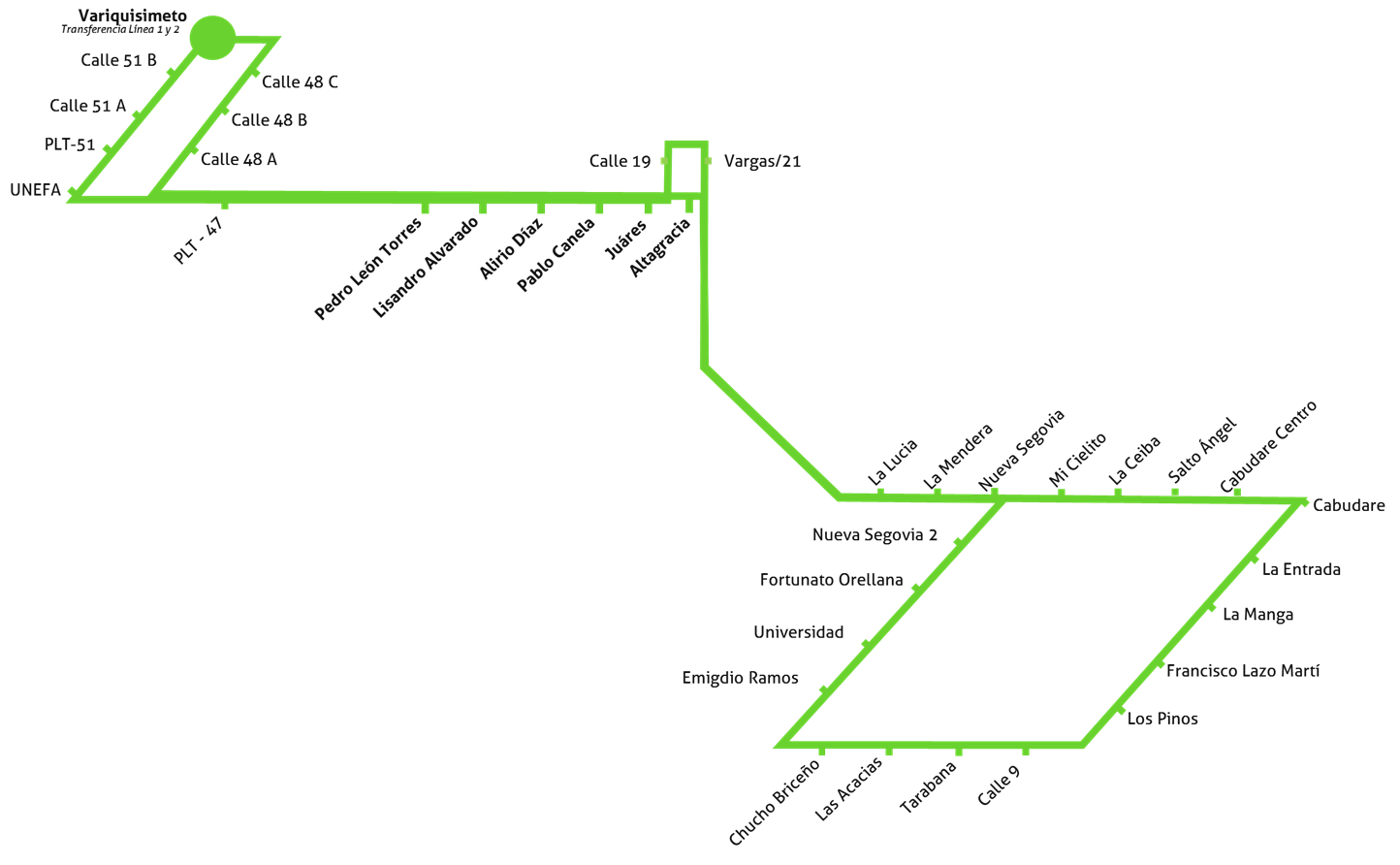
Ruta 801 - Cabudare
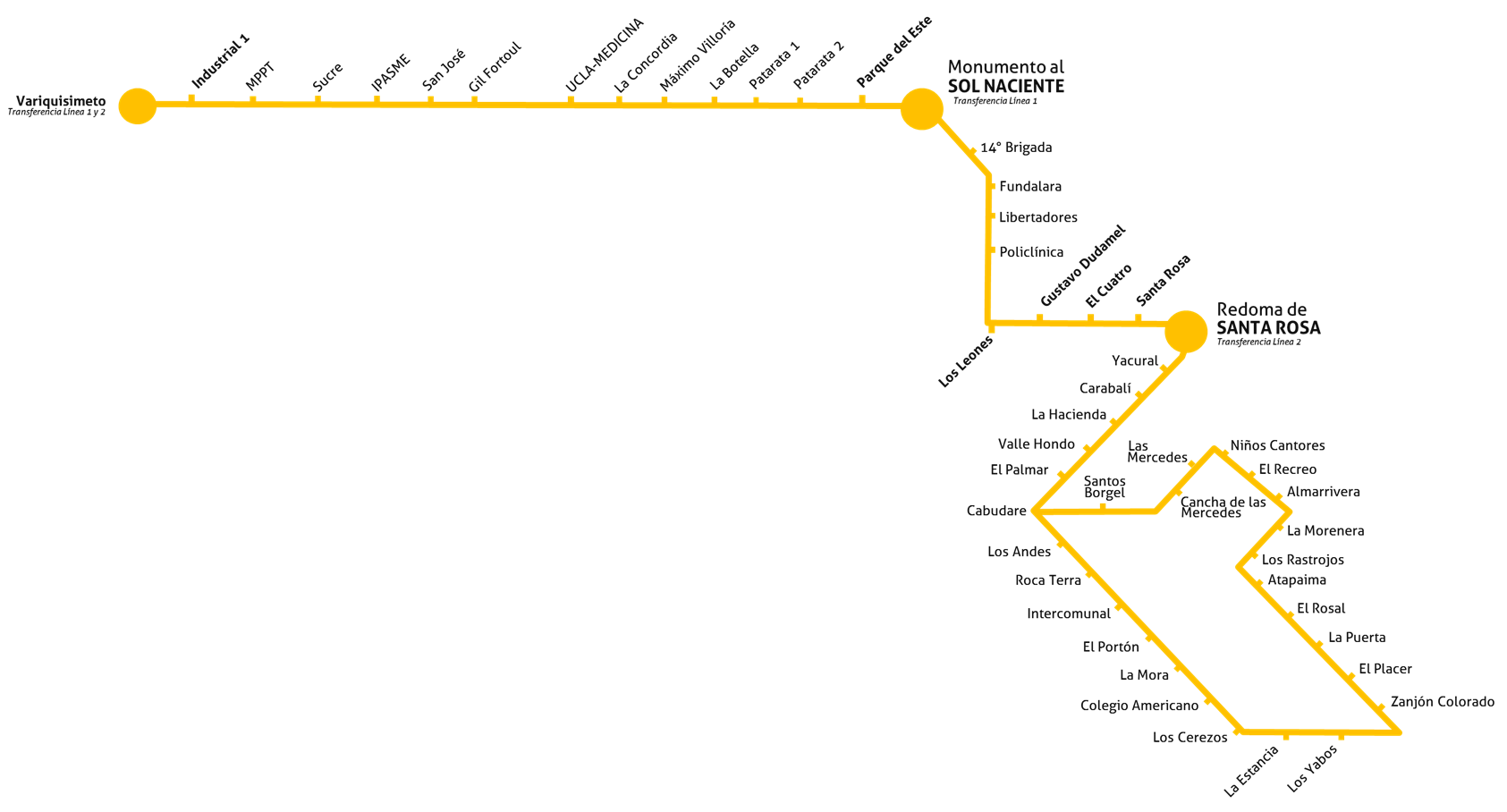
Ruta 802 - La Piedad
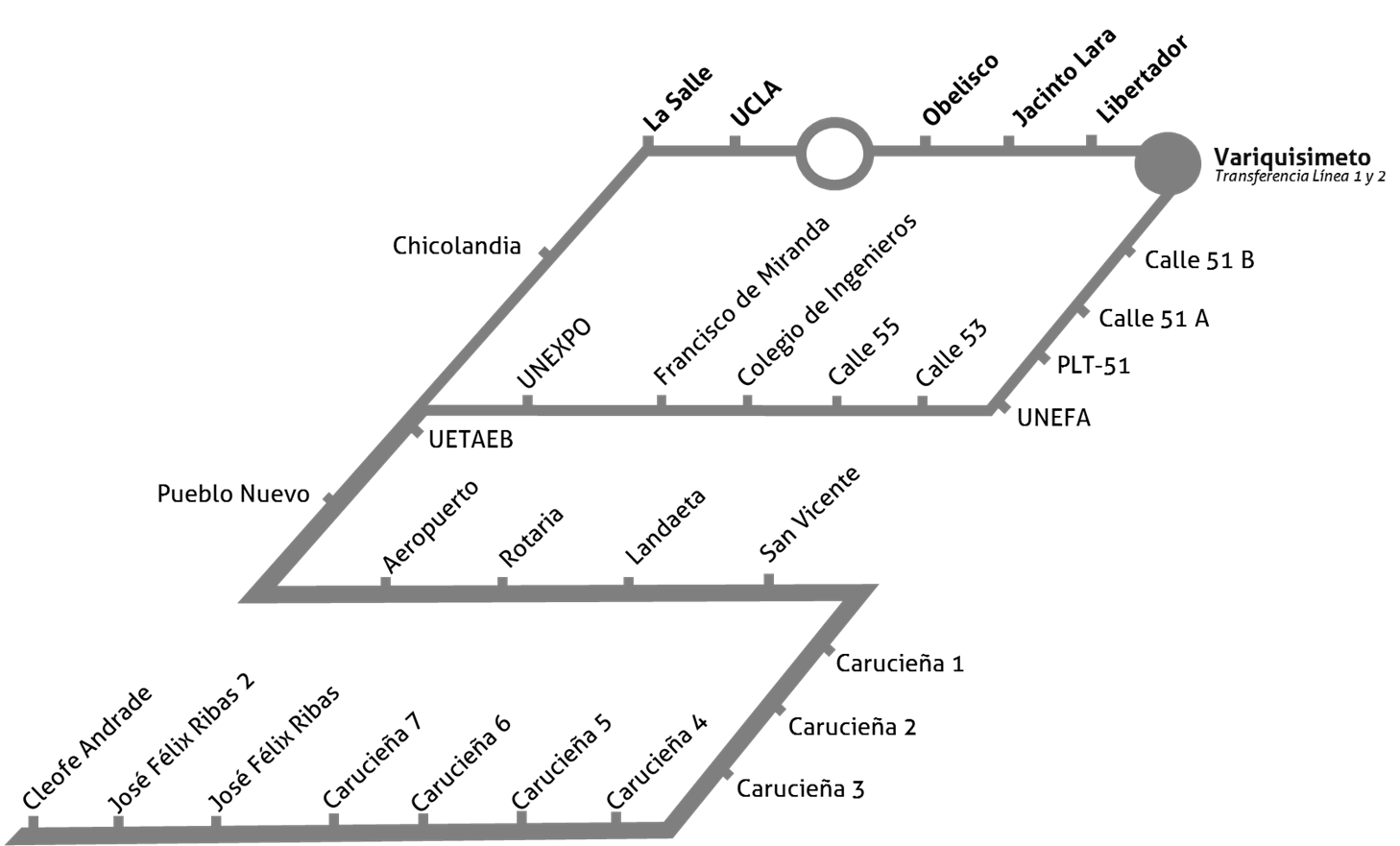
Ruta 901 - La Carucieña

### Horarios
Las líneas troncales y las rutas alimentadoras operan de lunes a domingo de 6:00 a. m. a 9:00 p. m.

## Sistemas operados en transbarca

### Sistema de Transporte Masivo (STM)
- Sistema de Boletería y Cobro de Pasaje.
- Sistema de Tráfico.
- Sistema de Energía (SCADA).
- Sistema de Vigilancia y CCTV.
- Sistema SAE (Gestión de Línea, Sonorización de Paradas, Telefonía, Información al Usuario, Alimentación Ininterrumpida).

### Terminal de Pasajeros
- Sistema de Cobro de Pasaje y Recaudación.
- Sistema de Vigilancia y CCTV.
- Sistema SAE (Gestión de Puntos de Control de Acceso, Sonorización, Información al Usuario, Alimentación Ininterrumpida).